# داني تومسون (ممثلة)
داني تومسون (بالإنجليزية: Dani Thompson)‏ هي ممثلة بريطانية، ولدت في 22 أغسطس 1983 في Penrith, New South Wales ‏ في أستراليا.

## وصلات خارجية
- الموقع الرسمي
- داني تومسون (ممثلة) على موقع IMDb (الإنجليزية)
- داني تومسون (ممثلة) على موقع قاعدة بيانات الفيلم (الإنجليزية)